# Gill Sans MT
Gill Sans és una lletra tipogràfica de tipus de pal sec o sans-serif que ha sigut i continua sent avui dia una de les fonts tipogràfiques més utilitzades en els nous mitjans, sobretot en la publicitat o en les publicacions editorials. Les seves arrels clàssiques es manifesten per exemple en l'existència del trau en la "g" minúscula o en el peu de la "R" majúscula.
El seu creador, Eric Gill es va recrear en la Font tipogràfica Johnston Underground del seu professor, Edward Johnston (famosa per retolar els cartells del metro de Londres) i que va ser publicada per la distribuïdora Monotype entre els anys 1928 i 1930.

## Classificació
Si seguim una cronologia dels diferents sistemes de classificació de les famílies tipogràfiques mirant de situar-hi la Gill Sans, trobarem que:
- Francis Thibaudeau va desenvolupar entre el 1921 i el 1924 un catàleg tipogràfic segons els factors històrics. En el nostre cas, la font Gill Sans entraria dintre de la categoria anomenada Antiga gràcies a l'absència de gràcies (serifs) i per ser de pal sec.
- L'any 1959 el tipògraf Aldo Novarese va crear una classificació molt més detallada segons els terminals de les fonts tipogràfiques. La Gill Sans entraria llavors en la classificació de font lineari (lineal).
- Una de les classificacions que més s'empra avui dia, la Vox-ATypl, creada pel dissenyador i historiador Maximilien Vox l'any 1954, definia 9 grans categories on, a part de diferenciar els terminals de les fonts, també tenia en compte altres aspectes històrics i formals com per exemple la modulació de la font, l'amplària del traç o l'eix d'inclinació. En el cas de la Gill Sans, la classificaríem com una font 'lineal a. Grotesca' segons la diferenciació que fa Lewis Blackwell l'any 1998, la qual consisteix a subdividir en tres tipus les fonts de categoria lineal en:
  - Lineal a. Grotesca
  - Lineal b. Neo-grotesca
  - Lineal c. Geomètrica

## Característiques de la tipografia Gill Sans

### Història i origen

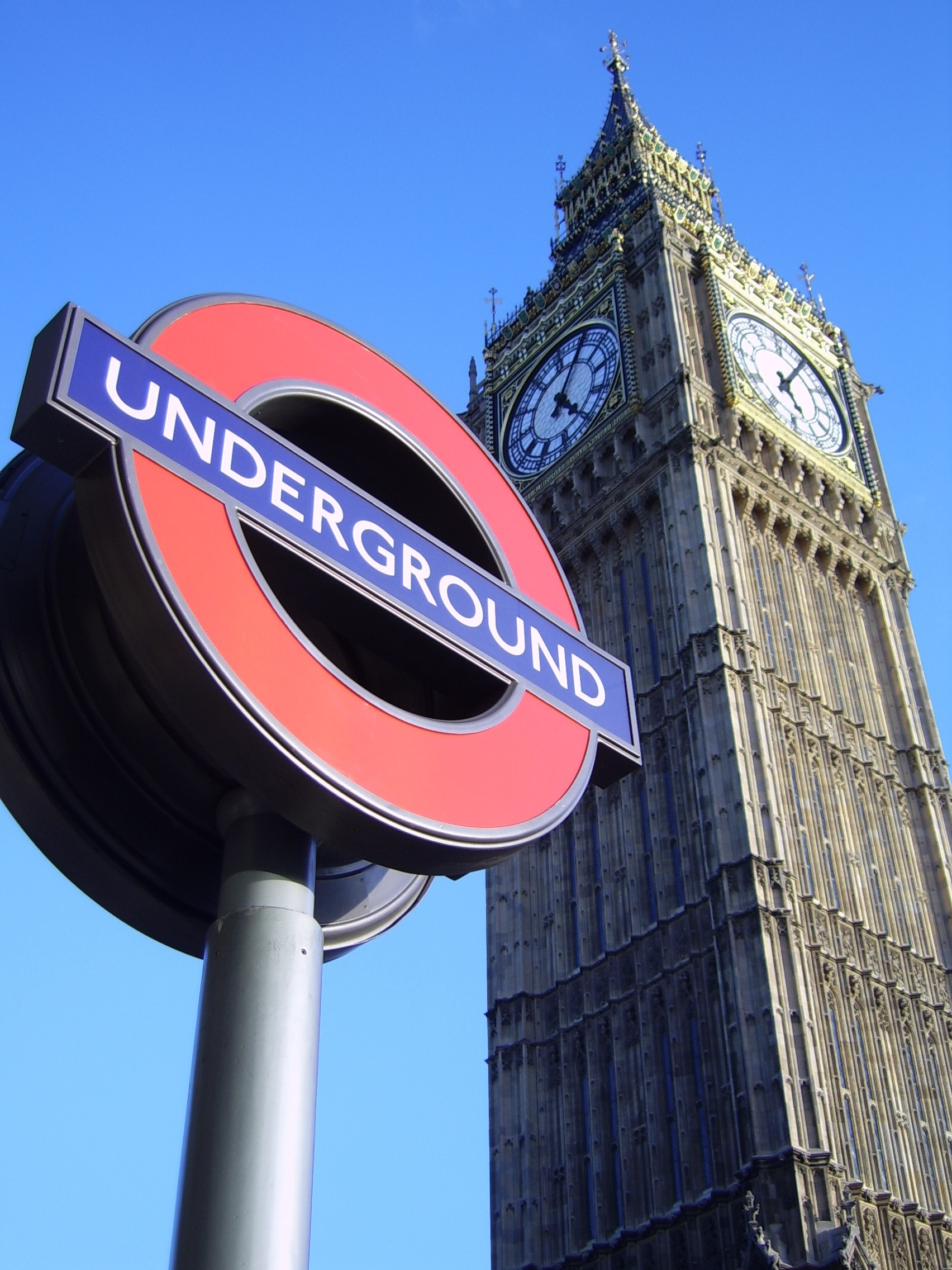
El logotip del metro de Londres sota el Big Ben

La font tipogràfica Gill Sans està dissenyada sota la influència de Edward Johnston i la seva font Johnston Underground dissenyada per al Metro de Londres.
La Font dissenyada per Edward Jonhston el 1916 rep influències directes del moviment liberal que es respirava en aquells anys. Encara que hi ha molta teoria sota aquest moviment tant en l'àmbit social, polític o econòmic, el que va quedar clar que el liberalisme recolzava les teories renaixentistes dels segles xv i XVI sobre la naturalesa de l'home i de la seva llibertat jeràrquica i de pensament envers les teories medievals i gòtiques. O, cosa que és el mateix, el liberalisme és un moviment què dona a conèixer la veu de la societat civil envers les restriccions burgeses.
El moviment Renaixentista va rebre importants suports dels il·lusionistes o els matemàtics seguidors de Pitàgores que volien donar a l'art un ordre numèric de l'espai i crear perspectiva tant subjectiva com objectiva. Totes aquestes influències varen desencadenar un moviment filosòfic, filològic i cultural anomenat humanisme.

### Gill Sans i l'Humanisme
Com ja hem comentat, Eric Gill va estar molt lligat al moviment Humanista i Liberal gràcies a les influències que va rebre per part de l'historiador i tipògraf Stanley Morrison o d'Edward Johnston amb els quals va coincidir a l'escola Arts & Crafts de Londres.
La Font tipogràfica Gill Sans està dintre d'un marc humanístic de fortes influències del moviment Renaixentista dels segles XV i XVI però combinant-les amb les tendències més trencadores del segle xix en ple fervor liberal: les tipografies de Pal Sec, Gothic (anomenada així als Estats Units) o Gotesques (nom que rep a Europa).

### Característiques i anàlisi de Gill Sans
La font tipogràfica Gill Sans és una font categoritzada de Grotesca. Ara veurem i compararem les seves principals característiques:
- És una tipografia basada en les proporcions de les majúscules inscripcionals romanes.
- El disseny de la caixa baixa també rep influències romàniques dels segles XV i XVI.
- Hi ha contrastos en la grossor dels seus traços com podem comprovar en lletra com la d o la b.
- Les lletres majúscules són ascendents respecte a l'altura de la x i les lletres com la p o la g són descendents.

| |  |
| En la lletra “A” Destaquem la part ascendent de la majúscula i també en el traç recte, sense serif (o gracia) en els seus terminals. Aquesta és la propietat bàsica de les tipografies de Pal Sec. La tipografia Gill Sans destaca per la seva estructura geomètrica mixta la qual combina traçades corbes i rectes. Si ens fixem en la lletra "b" trobarem contrastos lleugers en les unions entre aquests dos tipus de traçades. Les tipografies de Pal Sec son fàcilment identificables ja que els seus remats solen ser rectilinis, en el cas de la lletra "e" destaquem un remat engronsat. Per una altra banda destaquem l'asta transversal completament recte. La lletra "f" es també una mostra clara de l'estructura geomètrica mixta d'aquesta font. A més, podem destacar la forma ascendent i l'eix transversal rectilini. La lletra "g" de la font Gill Sans ha sigut molt criticada i admirada al mateix temps. Aquesta lletra minúscula té trets molt representatius. Si l'analitzem de dalt a baix, a la part superior la lletra té una orella totalment recta, sense variar la seva mida. Un altre tret important es el seu coll, que recorda molt a les classificades com a Humanístiques o Garlades (classificació Vox-ATypl). Finalment destaquem el trau o cua de la lletra, per sota de la línea de base x. La lletra "o" destaca per no tenir inclinació. Si tracem un eix vertical veiem que les dues meitats de la lletra son simètriques. El seu blanc intern en completament circular. I finalment, la lletra "r" conté també un tret molt destacat en la seva orella. Es tracta d'un terminal de tipus bec o ganxo que trenca completament amb la resta de terminals rectes de la resta de lletres d'aquesta tipografia. En aquest cas ens trobem amb un traç molt estret que acaba en un traça ample i recte. |  |

|  | Tipografia Grotesta envers tipografia geomètrica La diferència és molt clara. Les fonts tipogràfiques geomètriques no tenen modulació. S'utilitzen formes geomètriques bàsiques per construir les seves fonts tipogràfiques (quadrat, triangle o cercle). Els traços solen ser constants e invariants en gruix. Un altre tret característic que les Grotesques no tenen son que les A ascendents solen acabar en formes punxegudes i les g minúscules no solen tenir ungla.                                                |
|  | Tipografia Grotesta envers tipografia Neo-grotesca Els contrastos entre el gruix del traç és més reduït que en les grotesques. Dona una sensació més mecànica, allunyant-se d'un estil tipus ploma. La lletra g conté un trau obert i la G ungla. Solen tenir un pes visual més important que no pas les Grotesques sinó es tracta d'una font tipogràfica fina, com és el cas de l'exemple que compleix l'excepció. L'Helvetica és una font Light o fina i el seu pes no es tan important com la Gill Sans, en aquest cas. |

## La font tipogràfica Gill Sans i La seva utilització
Gill Sans ha esdevingut una de les fonts tipogràfiques més prestigioses i emprades en el món de la retolació gràcies a la seva claredat i llegibilitat. A Anglaterra és on podem trobar més contribucions d'aquesta tipografia, des del metro de Londres fins a la televisiva BBC. A Espanya també ha tingut un paper molt important, sent la tipografia de totes les Institucions del Govern.
Algunes de les empreses més importants que han apostat per Gill Sans
| - Càrites - El Govern d'Espanya i l'Administració General de l'Estat - Junta de Extremadura - Ajuntament de Madrid - AMD - BBC - Network Rail - Saab - Save the Children - Philips - La Wikimedia Foundation i Wikimedia Commons. - El grupo Benetton - Universitat Rey Juan Carlos - Cepsa - EuskoTren |
| |
| |
| |
| |

## Gill Sans Font Family (1928-1930)
Encara que totes les fonts de la família Gill Sans han estat dissenyades per la Monotype Foundation, d'aquí les sigles MT, hi ha 4 grans tipus que engloben aquesta família tipogràfica i que es llisten a continuació.